# Ciclo Arte Brasileira Contemporânea do Instituto Estadual de Artes Visuais
O Ciclo Arte Brasileira Contemporânea – CABC foi um programa institucional criado pelo Instituto Estadual de Artes Visuais do Rio Grande do Sul.
O projeto consistiu em uma série de exposições individuais de artistas brasileiros contemporâneos, integralmente financiadas pela instituição. Trata-se do único programa com este perfil a ser implantado de maneira sistemática por uma instituição no RS. Anteriormente, programas similares foram os Ciclo Perspectivas Recentes da Escultura Contemporânea Brasileira do INAP - Funarte, que esteve em vigor de 1987 a 1988, e o Ciclo de Instalações do Centro Cultural São Paulo.
O CABC esteve em vigor de 1991 a 1993 e realizou exposições individuais de Carlos Fajardo, Carlos Vergara, Dudi Maia Rosa, Jac Leirner, Iole de Freitas, Karin Lambrecht, Marco Gianotti, Nuno Ramos e Vera Chaves Barcellos.